# 大郭庄街道
大郭庄街道，是中华人民共和国江苏省徐州市云龙区下辖的一个乡镇级行政单位。

## 行政区划
大郭庄街道下辖以下地区：
如意家园社区、上河头村、下河头村和李庄村。